# 愛丁堡威瓦利站
愛丁堡威瓦利站（英語：Edinburgh Waverley railway station），簡稱爱丁堡站、威瓦利站，是英國的一座鐵路車站，位於蘇格蘭愛丁堡，是愛丁堡市內最重要的車站。車站的面積超過25英畝（101,000平方米），是英國面積第二大的車站，僅次於倫敦滑鐵盧車站。威瓦利站是蘇格蘭第二繁忙的車站，僅次於格拉斯哥中央站，也是英國倫敦之外第五繁忙的車站。其名取自沃尔特·司各特爵士同名小说《威弗莱》。

## 布局

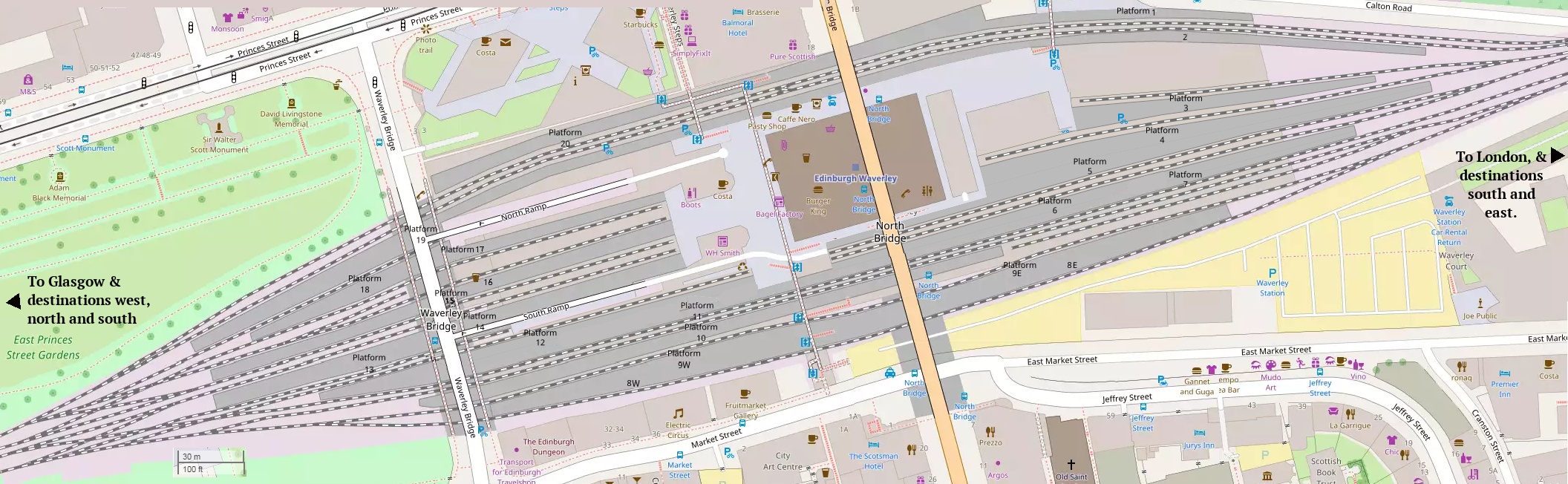
车站布局

车站呈岛式布局，有20个站台。